# Égypte aux Jeux paralympiques d'été de 2024
L'Égypte participe aux Jeux paralympiques d'été de 2024 à Paris, en France du 28 août au 8 septembre 2024. Il s'agit de sa 14e participation à des Jeux paralympiques d'été.

## Délégation
| Sport           | Hommes | Femmes | Total |
| --------------- | ------ | ------ | ----- |
| Athlétisme      | 2      | 0      | 2     |
| Aviron          | 1      | 1      | 2     |
| Boccia          | 1      | 1      | 2     |
| Canoë-kayak     | 0      | 1      | 1     |
| Dynamophilie    | 7      | 6      | 13    |
| Goalball        | 6      | 0      | 6     |
| Natation        | 2      | 1      | 3     |
| Taekwondo       | 1      | 1      | 2     |
| Tennis de table | 5      | 6      | 11    |
| Volley-ball     | 12     | 0      | 12    |
| Total           | 37     | 17     | 54    |

## Bilan général
| Sport           | Médaille d'or, Jeux paralympiques | Médaille d'argent, Jeux paralympiques | Médaille de bronze, Jeux paralympiques | Total | Rang pays |
| --------------- | --------------------------------- | ------------------------------------- | -------------------------------------- | ----- | --------- |
| Athlétisme      |                                   |                                       |                                        |       |           |
| Aviron          |                                   |                                       |                                        |       |           |
| Badminton       |                                   |                                       |                                        |       |           |
| Basket-ball     |                                   |                                       |                                        |       |           |
| Boccia          |                                   |                                       |                                        |       |           |
| Canoë-kayak     |                                   |                                       |                                        |       |           |
| Cyclisme        |                                   |                                       |                                        |       |           |
| Dynamophilie    |                                   |                                       |                                        |       |           |
| Équitation      |                                   |                                       |                                        |       |           |
| Escrime         |                                   |                                       |                                        |       |           |
| Football à 5    |                                   |                                       |                                        |       |           |
| Goalball        |                                   |                                       |                                        |       |           |
| Judo            |                                   |                                       |                                        |       |           |
| Natation        |                                   |                                       |                                        |       |           |
| Rugby           |                                   |                                       |                                        |       |           |
| Taekwondo       |                                   |                                       |                                        |       |           |
| Tennis          |                                   |                                       |                                        |       |           |
| Tennis de table |                                   |                                       |                                        |       |           |
| Tir             |                                   |                                       |                                        |       |           |
| Tir à l'arc     |                                   |                                       |                                        |       |           |
| Triathlon       |                                   |                                       |                                        |       |           |
| Volley-Ball     |                                   |                                       |                                        |       |           |
| Total           |                                   |                                       |                                        |       |           |

| Jour          | Médaille d'or, Jeux paralympiques | Médaille d'argent, Jeux paralympiques | Médaille de bronze, Jeux paralympiques | Total |
| ------------- | --------------------------------- | ------------------------------------- | -------------------------------------- | ----- |
| 28 août       |                                   |                                       |                                        |       |
| 29 août       |                                   |                                       |                                        |       |
| 30 août       |                                   |                                       |                                        |       |
| 31 août       |                                   |                                       |                                        |       |
| 1er septembre |                                   |                                       |                                        |       |
| 2 septembre   |                                   |                                       |                                        |       |
| 3 septembre   |                                   |                                       |                                        |       |
| 4 septembre   |                                   |                                       |                                        |       |
| 5 septembre   |                                   |                                       |                                        |       |
| 6 septembre   |                                   |                                       |                                        |       |
| 7 septembre   |                                   |                                       |                                        |       |
| 8 septembre   |                                   |                                       |                                        |       |
| Total         |                                   |                                       |                                        |       |

| Sexe   | Médaille d'or, Jeux paralympiques | Médaille d'argent, Jeux paralympiques | Médaille de bronze, Jeux paralympiques | Total |
| ------ | --------------------------------- | ------------------------------------- | -------------------------------------- | ----- |
| Hommes |                                   |                                       |                                        |       |
| Femmes |                                   |                                       |                                        |       |
| Mixte  |                                   |                                       |                                        |       |
| Total  |                                   |                                       |                                        |       |

## Médaillés

### Médailles d’or
| Sport            | Discipline            | Athlète(s)        | Performance | Date        |
| ---------------- | --------------------- | ----------------- | ----------- | ----------- |
| Force athlétique | Moins de 59 kg hommes | Mohamed Elmenyawy |             | 5 septembre |
| Force athlétique | Moins de 55 kg femmes | Rehab Ahmed       |             | 5 septembre |

### Médailles d’argent
| Sport | Discipline | Athlète(s) | Performance | Date |
| ----- | ---------- | ---------- | ----------- | ---- |
|       |            |            |             |      |

### Médailles de bronze
| Sport | Discipline | Athlète(s) | Performance | Date |
| ----- | ---------- | ---------- | ----------- | ---- |
|       |            |            |             |      |

## Résultats

### Athlétisme

#### Hommes
| Athlètes      | Épreuve   | Série       | Série       | Finale  | Finale |
| Athlètes      | Épreuve   | Temps       | Rang        | Temps   | Rang   |
| ------------- | --------- | ----------- | ----------- | ------- | ------ |
| Karim Ramadan | 100 m T44 | Non disputé | Non disputé | 11 s 96 | 7e     |
| Karim Ramadan | 200 m T44 | 24 s 48     | 5e          |         |        |

| Athlètes                        | Épreuve              | Finale      | Finale |
| Athlètes                        | Épreuve              | Performance | Rang   |
| ------------------------------- | -------------------- | ----------- | ------ |
| Abdulrhman Yusuf Shabib Mahmoud | Saut en longueur T47 | 6,25 m      | 6e     |

### Aviron

#### Mixte
| Athlètes                   | Compétition        | Série         | Série | Repêchage     | Repêchage | Finale        | Finale |
| Athlètes                   | Compétition        | Temps         | Rang  | Temps         | Rang      | Temps         | Rang   |
| -------------------------- | ------------------ | ------------- | ----- | ------------- | --------- | ------------- | ------ |
| Ali Elzieny Marwa Abdelaal | Deux de couple PR3 | 8 min 41 s 23 | 5e    | 8 min 40 s 09 | 4e        | 8 min 47 s 99 | 10e    |

### Boccia

#### Hommes
| Athlètes | Épreuve        | Phase de Poules | Phase de Poules | Phase de Poules | Phase de Poules | Phase de Poules | Quart de finale | Demi-Finale | Finale | Rang |
| Athlètes | Épreuve        | Match 1         | Match 2         | Match 3         | Match 4         | Rang            | Quart de finale | Demi-Finale | Finale | Rang |
| -------- | -------------- | --------------- | --------------- | --------------- | --------------- | --------------- | --------------- | ----------- | ------ | ---- |
| [[]]     | Individuel BC4 |                 |                 |                 |                 |                 |                 |             |        |      |

#### Femmes
| Athlètes | Épreuve        | Phase de Poules | Phase de Poules | Phase de Poules | Phase de Poules | Phase de Poules | Quart de finale | Demi-Finale | Finale | Rang |
| Athlètes | Épreuve        | Match 1         | Match 2         | Match 3         | Match 4         | Rang            | Quart de finale | Demi-Finale | Finale | Rang |
| -------- | -------------- | --------------- | --------------- | --------------- | --------------- | --------------- | --------------- | ----------- | ------ | ---- |
| [[]]     | Individuel BC4 |                 |                 |                 |                 |                 |                 |             |        |      |

#### Mixte
| Athlètes | Épreuve    | Phase de Poules | Phase de Poules | Phase de Poules | Phase de Poules | Phase de Poules | Quart de finale | Demi-Finale | Finale | Rang |
| Athlètes | Épreuve    | Match 1         | Match 2         | Match 3         | Match 4         | Rang            | Quart de finale | Demi-Finale | Finale | Rang |
| -------- | ---------- | --------------- | --------------- | --------------- | --------------- | --------------- | --------------- | ----------- | ------ | ---- |
| [[]]     | Paires BC4 |                 |                 |                 |                 |                 |                 |             |        |      |

### Goalball

#### Tournoi masculin
Classement
| Rang | Équipe | Pts | J | G | N | P | Bp | Bc | Diff |
| ---- | ------ | --- | - | - | - | - | -- | -- | ---- |

     Équipes qualifiées ; Pts = points ; J = joués ; G = gagnés ; N = nuls ; P = perdus ;

Bp = buts pour ; Bc = buts contre ; Diff = différence de buts.

### Natation

#### Hommes
| Athlète           | Épreuve             | Série    | Série | Finale   | Finale |
| Athlète           | Épreuve             | Résultat | Rang  | Résultat | Rang   |
| ----------------- | ------------------- | -------- | ----- | -------- | ------ |
| Zeiad Tarek Hasby | 50 m nage libre S10 |          | e     |          | e      |
| Zeyad Kahil       | 200 m nage libre S5 |          | e     |          | e      |
| Zeyad Kahil       | 100 m brasse SB4    |          | e     |          | e      |

#### Femmes
| Athlète          | Épreuve           | Série    | Série | Finale   | Finale |
| Athlète          | Épreuve           | Résultat | Rang  | Résultat | Rang   |
| ---------------- | ----------------- | -------- | ----- | -------- | ------ |
| Malak Abdelshafi | 100 m brasse SB4  |          | e     |          | e      |
| Malak Abdelshafi | 200 m 4 nages SM5 |          | e     |          | e      |

### Tennis de table

#### Hommes
| Athlètes       | Compétition     | Phase de groupes | Phase de groupes | Phase de groupes | Phase de groupes | Huitièmes de finale | Quarts de finale | Demi-finales     | Finale           | Rang |
| Athlètes       | Compétition     | Adversaire Score | Adversaire Score | Adversaire Score | Rang             | Adversaire Score    | Adversaire Score | Adversaire Score | Adversaire Score | Rang |
| -------------- | --------------- | ---------------- | ---------------- | ---------------- | ---------------- | ------------------- | ---------------- | ---------------- | ---------------- | ---- |
| Eslam Raslan   | Simple classe 1 |                  |                  |                  |                  |                     |                  |                  |                  |      |
| Ahmed Elmahsy  | Simple classe 2 |                  |                  |                  |                  |                     |                  |                  |                  |      |
| Khaled Ramadan | Simple classe 3 |                  |                  |                  |                  |                     |                  |                  |                  |      |
| Sayed Youssef  | Simple classe 7 |                  |                  |                  |                  |                     |                  |                  |                  |      |

#### Femmes
| Athlètes        | Compétition       | Phase de groupes | Phase de groupes | Phase de groupes | Phase de groupes | Huitièmes de finale | Quarts de finale | Demi-finales     | Finale           | Rang |
| Athlètes        | Compétition       | Adversaire Score | Adversaire Score | Adversaire Score | Rang             | Adversaire Score    | Adversaire Score | Adversaire Score | Adversaire Score | Rang |
| --------------- | ----------------- | ---------------- | ---------------- | ---------------- | ---------------- | ------------------- | ---------------- | ---------------- | ---------------- | ---- |
| Ola Soliman     | Simple classe 1-2 |                  |                  |                  |                  |                     |                  |                  |                  |      |
| Fawzia Elshamy  | Simple classe 3   |                  |                  |                  |                  |                     |                  |                  |                  |      |
| Lamiaa Mohamed  | Simple classe 4   |                  |                  |                  |                  |                     |                  |                  |                  |      |
| Hanna Hammad    | Simple classe 6   |                  |                  |                  |                  |                     |                  |                  |                  |      |
| Samah Abdelaziz | Simple classe 7   |                  |                  |                  |                  |                     |                  |                  |                  |      |
| Hagar Elsayed   | Simple classe 8   |                  |                  |                  |                  |                     |                  |                  |                  |      |